# Tarcísio Meira
Tarcísio Magalhães Sobrinho, lepiej znany jako Tarcísio Meira (ur. 5 października 1935 w São Paulo, zm. 12 sierpnia 2021 tamże) – brazylijski aktor telewizyjny, filmowy i teatralny.

## Życiorys

### Wczesne lata
Urodził się w São Paulo jako syn Raula Pompeiy de Magalhãesa i Marii do Rosario Meiry (z domu Jáio). Pradziadek ze strony jego ojca Antônio Joaquim Pereira de Magalhães był podpułkownikiem brazylijskiej Gwardii Narodowej, sędzią pokoju, dziennikarzem i jednym z założycieli miast Machado i Muzambinho, w Minas Gerais.

### Kariera
W 1957 zadebiutował na scenie w sztuce Planowana godzina (A Hora Marcada), a w 1959 odniósł sukces w spektaklu Żołnierz Tanaka (O Soldado Tanaka). Grał także w teatrze telewizji, m.in. TV Tupi Białe noce (1959) według opowiadania Fiodora Dostojewskiego, Uma Pires Camargo (1961) z Glórią Menezes, z którą ożenił się wkrótce po i jako małżeństwo zaczęli stanowić jedną z najbardziej udanych par brazylijskiej telewizji.
Po występie w brazylijskiej telenoweli Rede Tupi Kleopatra  (Cleópatra, 1962) jako Marek Antoniusz i 2-5499 Ocupado (1963) jako Larry, wystąpił w siedmiu telenowelach w tej samej stacji, dopóki nie przeniósł się do Rede Globo, gając w telenoweli Krew i piasek (Sangue e Areia, 1967). Stał się jednym z najbardziej stałych wykonawców brazylijskich telenowel, miniserialach oraz serialach telewizyjnych.
Otrzymał nagrodę APCA dla najlepszego aktora przyznaną przez Associação Paulista de Críticos de Arte (Stowarzyszenia Krytyków Sztuki São Paulo) za rolę w miniserialu Globo A Muralha (2000) jako Dom Jerônimo Taveira.

## Życie prywatne
W 1962 poślubił aktorkę Glórię Menezes. Mają syna Tarcísio Pereira de Magalhãesa Filho (ur. 22 sierpnia 1964 w São Paulo), który został także aktorem.

### Śmierć
Zmarł 12 sierpnia 2021 w szpitalu im. Alberta Einsteina w São Paulo w wieku 85 lat na COVID-19.

## Filmografia

### Seriale TV i telenowele
- 1962 – Kleopatra  (Cleópatra) jako Marek Antoniusz
- 1963 – 2-5499 Ocupado jako Larry
- 1964 – Mãe jako Betinho
- 1964 – Ambição jako Miguel
- 1965 – A Deusa Vencida jako Edmundo Amarante
- 1966 – Almas de Pedra jako Eduardo
- 1967 – Sangue e Areia jako Juan Gallardo
- 1967 – O Grande Segredo jako Celso
- 1968 – A Gata de Vison jako Bob Ferguson
- 1969 – Rosa Rebelde jako Sandro / Fernando de Aragón
- 1970 – Irmãos Coragem jako João Coragem
- 1971 – O Homem que Deve Morrer jako Ciro Valdez
- 1973 – Cavalo de Aço jako Rodrigo Soares
- 1973 – O Semideus jako Hugo Leonardo Filho / Raul de Paula
- 1975 – Escalada jako Antônio Dias
- 1976 – Saramandaia jako Piotr I
- 1977 – Espelho Mágico jako Diogo Maia
- 1979 – Os Gigantes .... Fernando Lucas
- 1980 – Coração Alado .... Juca Pitanga
- 1981 – Brilhante jako Paulo César
- 1982 – Caso Verdade, Filhos da Esperança jako Theo Faron
- 1983 – Guerra dos Sexos jako Felipe de Alcântara Pereira Barreto
- 1984 – Meu Destino É Pecar jako Paulo de Oliveira
- 1985 – Grande Sertão: Veredas jako Hermógenes
- 1985 – O Tempo e o Vento jako kapitan Rodrigo Cambará
- 1986 – Roque Santeiro jako farmer Emerenciano Castor (cameo)
- 1986 – Roda de Fogo jako Renato Villar
- 1988 – Tarcísio e Glória jako Bruno Lazarini
- 1989 – Tieta jako Tarcísio Meira (cameo)
- 1990 – Araponga jako Aristênio Catanduva
- 1990 – Desejo jako Euclides da Cunha
- 1991 – Especial Escolinha do Professor Raimundo – 25 Anos dos Trapalhões jako Ptolemeusz
- 1992 – De Corpo e Almajako Diogo
- 1993 – Fera Ferida jako Feliciano Mota da Costa
- 1994 – Pátria Minha jako Raul Pellegrini
- 1996 – Mundo VIP jako Tarcísio Meira (cameo)
- 1996 – O Rei do Gado jako Giuseppe Berdinazzi
- 1998 – Torre de Babel jako César Toledo
- 1998 – Hilda Furacão jako João Possidônio
- 2000 – A Muralha jako Dom Jerônimo Taveira
- 2001 – Um Anjo Caiu do Céu jako João Medeiros
- 2001 – Sai de Baixo jako Papai Noel
- 2002 – O Beijo do Vampiro jako Bóris Vladescu
- 2004 – Um Só Coração jako Antônio de Sousa Borba (Totonho)
- 2004 – Senhora do Destino jako José Carlos Tedesco (cameo)
- 2005 – Bang Bang jako John McGold
- 2006 – Na kartach życia (Páginas da Vida) jako Aristides Martins de Andrade (Tide)
- 2007 – Dwie twarze (Duas Caras) jako Hermógenes Rangel (cameo)
- 2008 – A Favorita jako Frederico Copola
- 2010 – Afinal, o Que Querem as Mulheres? jako Romeu
- 2011 – Insensato Coração jako Teodoro Amaral
- 2012 – Gabriela jako Juiz Felismino
- 2013 – Saramandaia .... Tenório Tavares
- 2016 – Stary Chico (Velho Chico) jako Jacinto Vilela

### Filmy fabularne
- 1963: Casinha Pequenina
- 1965 A Desforra
- 1969: Quelé do Pajeú jako Quelé (Clemente)
- 1969: Máscara da Traição jako Carlos
- 1969: Verão de Fogo
- 1970: Amemo Nus
- 1971: As Confissões de Frei Abóbora
- 1972: Independência ou Morte jako Piotr I[7]
- 1972: Missão: Matar
- 1974: O Marginal jako Valdo
- 1977: Elza e Helena
- 1979: O Caçador de Esmeraldas jako kapitan-mor
- 1979: A República dos Assassinos
- 1979: Amor Estranho Amor
- 1981: O Beijo no Asfalto jako Aprígio
- 1981: Eu Te Amo jako Ulisses
- 1981: A Idade da Terra
- 1982: Amor Estranho Amor jako Dr Osmar
- 1983: O Cangaceiro Trapalhão
- 1987: Eu jako Marcelo
- 1989: Solidão, Uma Linda História de Amor
- 1990: Boca de Ouro jako Boca de Ouro
- 2011: Não se Preocupe, nada Vai Dar Certo! jako Ramon Velasco

## Nagrody
| Rok  | Nagroda                                        | Kategoria       | Tytuł              |
| ---- | ---------------------------------------------- | --------------- | ------------------ |
| 2003 | Troféu Imprensa                                | najlepszy aktor | O Beijo do Vampiro |
| 2001 | APCA (Associação Paulista de Críticos de Arte) | najlepszy aktor | A Muralha          |
| 1995 | Troféu Imprensa                                | najlepszy aktor | Pátria Minha       |
| 1987 | Troféu Imprensa                                | najlepszy aktor | Roda de Fogo       |
| 1976 | APCA (Associação Paulista de Críticos de Arte) | najlepszy aktor | Escalada           |
| 1961 | Troféu Imprensa                                | rewelacja       | Maria Antonieta    |